# پایگاه هوایی آبی موس لیک
پایگاه هوایی آبی موس لیک (به انگلیسی: Moose Lake (Lodge) Water Aerodrome) یک فرودگاه خصوصی است که یک باند فرود آب دارد. این فرودگاه در کشور کانادا قرار دارد و در ارتفاع ۱۰۶۷ متری از سطح دریا واقع شده‌است.